# Xenocaligonellididae
Xenocaligonellididae zijn  een familie van mijten. Bij de familie zijn twee geslachten met vijf soorten ingedeeld.